# Sånga församling, Stockholms stift
Sånga församling var en församling i Stockholms stift och i Ekerö kommun i Stockholms län. Församlingen uppgick 1992 i Färingsö församling.

## Administrativ historik
Församlingen har medeltida ursprung och var till 1943 moderförsamling i pastoratet Sånga och Skå. Från 1943 till 1992 moderförsamling i pastoratet Sånga, Skå, Färentuna och Hilleshög. Församlingen uppgick 1992 i Färingsö församling.

## Kyrkoherdar
| Ämbetstid | Namn                       | Levnadstid | Övrigt                                       |
| --------- | -------------------------- | ---------- | -------------------------------------------- |
| 1308      | Laurentius                 |            |                                              |
| 1476      | Benedictus                 |            |                                              |
| 1489      | Petrus Olavi               |            |                                              |
|           | Johannes Johannis          |            |                                              |
| 1543-1550 | Olaus                      |            | Kontraktsprost.                              |
| 1557      | Laurentius Nicolai         |            |                                              |
| 1561      | Johannes Petri Relungensis |            |                                              |
| 1567      | Nicolaus Petri             |            |                                              |
| 1557      | Bengt Tyresson             |            |                                              |
| 1587      | Andreas Haquini            |            |                                              |
| 1590      | Jonas                      |            |                                              |
| 1593-1594 | Andreas Petri              |            |                                              |
| 1610      | Johannes Nicolai           |            |                                              |
| 1619      | Ericus Laurentii           |            |                                              |
| 1633      | Sveno Nicolai Bothniensis  | -1667      |                                              |
| 1668      | Laurentius Börstell        |            |                                              |
| 1672-1685 | Joannes Erici Clouerus     | -1685      |                                              |
| 1685-1717 | Nils Crucelius             | -1717      | Kontraktsprost.                              |
| 1718-1725 | Martinus Johannis Gråå     | -1736      | Kontraktsprost. Senare kyrkoherde i Finland. |
| 1726-1751 | Johan Arenius              | 1692-1751  |                                              |
| 1753-1782 | Johan Jernberg             | 1711-1782  |                                              |
| 1782-1790 | Olof Eneroth Olofsson      |            |                                              |
| 1790-1805 | Magnus Lehnberg            | 1758-1808  | Senare biskop i Linköpings stift.            |
| 1805-1812 | Gustaf Murray              | 1747-1825  |                                              |
| 1812-1843 | Adam Eric Gran             | 1769-1843  |                                              |

## Klockare och organister
| Ämbetstid       | Namn                    | Levnadstid | Övrigt                             |
| --------------- | ----------------------- | ---------- | ---------------------------------- |
| 1615            | Hans                    |            | Klockare                           |
| -1661           | Bengt Staffansson       |            | Klockare                           |
| 1685-1688       | Anders Bengtsson        |            | Klockare                           |
| 1689, 1697-1698 | Anders Hernander        |            | Klockare                           |
| 1717-1756       | Johan Johansson Nordman | 1696-1756  | Klockare                           |
| 1756-1771       | Jacob Meiholm           | -1771      | Klockare                           |
| 1772-1826       | Andreas Gravander       | 1747-1826  | Klockare                           |
| 1826-1859       | Johan Peter Prochaeus   | 1791-1859  | Klockare.                          |
| 1859-1866       | Johan Henrik Lindroth   | 1830-      | Organist och klockare.             |
| 1866-1880       | Nils August Körling     | 1831-1880  | Organist, klockare och skollärare. |

## Kyrkor
- Sånga kyrka